# Bernard Chardère
Bernard Chardère, né le 21 septembre 1930 à Saint-Rambert-en-Bugey (Ain) et mort le 25 août 2023 à Lyon, est un historien et critique de cinéma français.

## Biographie
Fondateur de la revue Positif (1952), de la revue Premier Plan avec Michel Mardore (1959), secrétaire général du Théâtre de la Cité de Roger Planchon (1961), membre du Congrès indépendant du cinéma international (CICI ; à partir de 1963), créateur de la structure de production les Films du Galion (1959), délégué général de la Fondation nationale de la photographie (dissoute en 1993), un des fondateurs de l'Institut Lumière à Lyon en 1982, Bernard Chardère est aussi spécialiste des frères Lumière et de Jacques Prévert,.
Bernard et Alice Chardère ont présidé à la naissance de la revue Jeune Cinéma, expression de la Fédération Jean-Vigo, dont le no 1 est sorti le 15 septembre 1964, et dont ils ont proposé le titre. Max Schoendorff en a réalisé la maquette. En 2019, Bernard Chardère est toujours un collaborateur régulier de la revue.

### Vie privée
Sa femme et plus proche collaboratrice, Alice Yotnahparian-Chardère, née en 1931, est morte le 22 juillet 2016.

## Œuvres

### Écrits
- Bernard Chardère, Guy Borgé et Marjorie Borgé, Les Lumière, éd. Payot, 1985  (ISBN 2-601-03001-1)
- Lumières sur Lumière, Presses universitaires de Lyon, 1987  (ISBN 2729703179)
- Figurez-vous qu'un soir, en plein Sahara, Institut Lumière/Actes Sud, Arles, 1992
- Au pays des Lumière, Institut Lumière/Actes Sud, Arles, 1995
- Le Roman des Lumière : le cinéma sur le vif, Gallimard, 1995  (ISBN 2070741443)
- Les Images des Lumière, Gallimard, 1995
- Jacques Prévert : Inventaire d'une vie, coll. « Découvertes Gallimard/Littératures » (no 315), Gallimard, 1997  (ISBN 2070533840)
- Jacques Prévert l'insoumis, catalogue d'exposition, Pontarlier, 1997
- Carnet de guère, Climats, 1998
- Les Dialogues culte du cinéma français, Larousse, 1999  (ISBN 2035084040)
- Un demi-siècle, ici, dans la culture, Lyon, Aléas, 2001
- Le Cinéma français : à travers 100 succès, Larousse, 2003  (ISBN 2035053625)
- Faut pacifier !, Aléas, 2008

### Films
- L'Institut de médecine légale et de criminologie clinique (CM, 17 min), 1959
- Autrefois les canuts, 1959
- Comme un des Beaux-Arts, 1961
- La Ricamarie 1869-1969, 1970

#### Presse
- La revue Jeune Cinéma lui a consacré un numéro spécial, hors série, en octobre 2016.
- Premier Plan (55 numéros, 1959-1968) lui a consacré un numéro spécial (no 56), hors série, « Alice au jour le jour », en septembre 2017.

### Filmographie
- Bernard Chardère ou le cinéma comme humanisme, documentaire de Vincent Lowy, 2008